# Chave (Arouca)
Chave is een plaats (freguesia) in de Portugese gemeente Arouca en telt 1414 inwoners (2001).